# Pacientka doktora Hegla
Pacientka doktora Hegla je třetím prozaickým dílem Marie Pujmanové, které vyšlo poprvé v roce 1931 v nakladatelství Melantrich. Druhé vydání vyšlo roku 1940 již upravené v návaznosti na politickou situaci. Na základě tohoto textu si lze odvodit dobovou sociální situaci a společenský postoj k tématům, která souvisejí s postavením ženy ve společnosti a s její emancipací a proměnou postavení. Román lze označit za psychologický.

## Děj
Hlavními postavami příběhu je mladý pár – osmnáctiletá Karla Janotová a student vysoké školy Jára Kříž. Tento mladý pár plánuje společnou budoucnost. Karla jejich vztah bere s nadhledem a užívala si radostí každodenního života. Poté Karla však vážně onemocní, musí na operaci a je dlouhou dobu hospitalizována v nemocnici.
V nemocnici se Karla zamiluje do ženatého doktora Hegla, se kterým mají později milostný poměr. O poměru ví i Heglova manželka, se kterou se Karla později dokonce i seznámí. Paní Heglová jejich milostný poměr neřeší a nebere ho vážně, protože to není doktorův první úlet.
Jára umírá a Karle dojde, že ztrácí svou jistotu. Později Karla zjišťuje, že s doktorem čeká dítě. Doktor ale nechce od své rodiny odejít a Karla tak musí dítě vychovávat sama. Pro Karlu je to ve městě ale veliká ostuda a s jejím rozhodnutím, nechat si dítě, nesouhlasí ani její rodiče.
Později ve městě potkává Karla na ulici Hegla s novou dívkou. Pozdraví se spolu, ale Hegel dívce řekne, že už si nepamatuje ani její jméno, že je to pouze jedna z pacientek.

## Interpretace
Jedno z hlavních témat je postavení ženy ve společnosti. Karla se musí rozhodnout, zda zůstane sama, nebo sama s dítětem, což vyžadovalo ve společenském kontextu doby odvahu.
Dalším motivem je kontrast. Vztah Karly a Járy byl stabilní a klidný, kdežto její vztah s Heglem byl velice emocionální. Dalším kontrastem je okamžik, kdy se Karla z radostného života ocitne na nemocničním lůžku smrtelně nemocná.
Motiv ženy je zde zobrazován v několika rolích, které v životě zaujímají. Žena – dívka, žena – milenka, žena – matka. O ženách lze v kontextu díla přemýšlet v kontrastech. Naproti sobě stojí žena jako milenka a žena jako manželka. Je zde napětí mezi těmito postavami, sama Karla se manželkou nikdy nestane.

## Přijetí díla
Přijetí díla bylo rozporuplné, kromě kladného čtenářského přijetí se objevovalo i kritické. Karel Sezima hodnotí prózu s nadšením, jako prózu „dneška“, která reaguje na soudobé téma. František Götz poté píše recenzi do Národního osvobození „Je-li kdo u nás schopný formovati dnešní ženství v jeho opravdové typičnosti, je to právě M. Pujmanová, tento rejnok elektrický současné české prózy.“

## Adaptace
Pacientka doktora Hegla se stala předlohou ke stejnojmennému filmu z roku 1940, režírovaným Otakarem Vávrou. Ve filmu Karlu ztvárnila Adina Mandlová, Hegla Otomar Korbelář, Járu Svatopluk Beneš a paní Heglovou Světla Svozilová. Odchylky od knižní předlohy jsou pouze minimální.